# Słowianie południowi
     Słowianie zachodni
     Słowianie wschodni
     Słowianie południowi

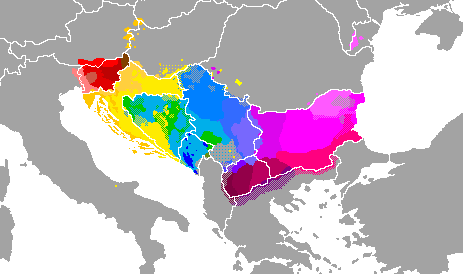
Obszary z przewagą języków południowosłowiańskich

Słowianie zachodni
Słowianie wschodni
Słowianie południowi

Słowianie południowi – grupa ludów słowiańskich, wyodrębniona na podstawie położenia geograficznego siedzib, wspólnoty języków, szerokiego zakresu wspólnych dziejów i istotnego podobieństwa kultur.

## Języki
Słowianie południowi posługują się językami południowosłowiańskimi: bułgarskim, macedońskim, serbsko-chorwackim i słoweńskim. Granice między obszarami użycia poszczególnych języków  nie są ostre – występują dialekty o cechach przejściowych, co pozwala uznać języki południowosłowiańskie za kontinuum. Języki bułgarski i macedoński należą do bałkańskiej ligi językowej.

## Rozmieszczenie i liczba
Słowianie południowi zamieszkują zwarte terytorium w północnej i centralnej części Półwyspu Bałkańskiego, na południe od Dunaju, Drawy i wschodnich Alp, od Morza Adriatyckiego na zachodzie do Morza Czarnego na wschodzie. Istnieje również liczna diaspora Słowian południowych w Europie zachodniej i USA, powstała w wyniku migracji ekonomicznych XX i XXI wieku. Od pozostałych krajów słowiańskich dzieli Słowian południowych zwarty pas terenów zamieszkanych przez Austriaków, Węgrów i Rumunów.
Do Słowian południowych zalicza się następujące narody (ze wschodu na zachód):
- Bułgarów – około 9 mln,
- Macedończyków – 2–2,5 mln,
- Serbów – 13 mln,
- Czarnogórców – 0,4 mln,
- Boszniaków (dawniej „Muzułmanów z narodowości”) – 2,2 mln,
- Chorwatów – 9 mln,
- Słoweńców – 2,5 mln.

Oprócz tego do Słowian południowych zalicza się wiele pomniejszych grup etnicznych, często wyróżnianych na podstawie wyznaniowej – jako część narodu, która przyjęła islam: Gorani, Pomacy, Torbesze. Razem jest więc Słowian południowych ponad 38 milionów.

## Pochodzenie i dzieje
Na zajmowanych przez siebie terenach Słowianie południowi są ludnością napływową. Tereny te zajęły plemiona słowiańskie (jeszcze wówczas niepodzielone na odłamy) napływające z północy, w okresie od (najprawdopodobniej) przełomu V i VI wieku do drugiej połowy VII wieku. Obszary zajęte wówczas przez Słowian były rozleglejsze niż dziś – Słowianie zasiedlili cały Półwysep Bałkański, łącznie z Peloponezem, a na zachodzie ich osady sięgnęły Tyrolu i Bawarii. Osadnictwo słowiańskie nałożyło się na wcześniej zamieszkującą te tereny ludność autochtoniczną – Daków, Traków, Ilirów, w dużej części już wtedy zromanizowaną bądź zhellenizowaną. Ludy te w krótkim czasie zostały niemal w całości zeslawizowane, przejmując słowiański język i kulturę, pozostawiając tylko ślady w postaci elementów kultury ludowej. Po najeździe na wschodnie Bałkany tureckich Protobułgarów pod koniec VII wieku oni również w stosunkowo krótkim czasie zostali zeslawizowani. W X wieku łączność Słowian południowych z resztą Słowiańszczyzny została przerwana przez najazd Węgrów i powstanie w Kotlinie Panońskiej ich królestwa, które, mimo niewątpliwej przewagi liczebnej tamtejszych Słowian, nie poddało się slawizacji i w krótkim czasie urosło do rangi mocarstwa.
Krótko po zajęciu Bałkanów Słowianie zostali schrystianizowani – przodkowie dzisiejszych Słoweńców i Chorwatów pod wpływem niemieckim przyjęli łaciński katolicyzm, a przodkowie Bułgarów, Macedończyków i Serbów – prawosławie pod wpływem Bizancjum. Podjęty przez świętych Cyryla i Metodego wysiłek stworzenia odrębnego obrządku słowiańskiego został zniweczony przez broniące swych wpływów kościoły Niemiec i Bizancjum.
Wprawdzie pierwsze państwa Słowian południowych powstały już w IX wieku, jednak ze względu na ciągłą konkurencję ze strony okrzepłych już potęg ościennych – Bizancjum, Niemiec, Węgier – nie miały szans na stabilizację; nawet najpotężniejsze państwo bułgarskie nie zdołało się oprzeć militarnej i politycznej przewadze Bizancjum. O słabości państw południowosłowiańskich zadecydowały również bratobójcze walki między poszczególnymi krystalizującymi się ośrodkami władzy: Serbią, Bośnią i Chorwacją, jak również niestabilność wewnętrzna, wyrażająca się w ciągłych buntach i secesjach. Państwa południowych Słowian zaczynały dopiero krzepnąć, gdy w XV wieku zostały podbite, wraz z niesłowiańską resztą Bałkanów, przez Imperium Osmańskie. Przed podbojem osmańskim uratowały się tylko część Chorwacji i Słowenia, które jednak też weszły w skład obcych państw – Królestwa Węgier i imperium habsburskiego, prócz tego niewielkie terytoria słowiańskie na wybrzeżu Dalmacji pozostawały pod bezpośrednią władzą bądź pod wpływami Wenecji. W tym okresie samodzielne pozostały jedynie Republika Raguzy i zamieszkałe przez plemiona Czarnogórców niedostępne tereny w górach Łowczen.
Dopiero w miarę upadku imperium osmańskiego, w okresie od powstania w Serbii na początku XIX wieku do wojen bałkańskich na początku XX wieku, narody Słowian południowych stopniowo wyzwoliły się spod okupacji tureckiej. Po rozpadzie monarchii austro-węgierskiej w 1918 terytoria Słoweńców, Chorwatów, Serbów, Bośniaków, Czarnogórców i Macedończyków objęło państwo jugosłowiańskie. W założeniu miało ono być wspólnym państwem południowych Słowian (jug „południe”, slavija „słowiańszczyzna”), w rzeczywistości jednak w okresie międzywojennym było dyktaturą realizującą interesy serbskie, a po II wojnie światowej – osobistą dyktaturą Józefa „Broza” Tity. XX wiek u Słowian południowych przebiegł pod znakiem antagonizmów między ich narodami, wśród których na pierwszy plan wybił się antagonizm chorwacko-serbski. Antagonizmy te doprowadziły ostatecznie do rozpadu Jugosławii w ciągu ostatnich dziesięcioleci, czemu również towarzyszyły konflikty zbrojne – wojny chorwacko-boszniacko-serbskie w Chorwacji i w Bośni i Hercegowinie. Aktualnym zagrożeniem dla stanu posiadania południowych Słowian jest również dynamiczna ekspansja demograficzna i polityczna Albańczyków w Serbii i Macedonii.